# 梅原英司
梅原 英司（うめはら えいじ、1982年 - ）は、日本の脚本家。Production I.Gに所属したのちフリー。

## 略歴
Production I.Gに入社し、仕上部門で制作進行や仕上制作を担当する傍ら、文芸業務にも従事。2007年に『ゆめだまや奇談』で脚本家デビュー。
WIT STUDIOの和田丈嗣とは、Production I.G時代の同期。

## 作品履歴

### テレビアニメ
2005年
- クレヨンしんちゃん（2005年 - 2006年、制作進行）

2006年
- シュヴァリエ 〜Le Chevalier D'Eon〜（2006年 - 2007年、仕上制作）
- 攻殻機動隊 STAND ALONE COMPLEX Solid State Society（仕上管理）

2007年
- 精霊の守り人（仕上げ）
- ゆめだまや奇談（脚色）
- 神霊狩/GHOST HOUND（2007年 - 2008年、仕上管理）

2008年
- RD 潜脳調査室（仕上制作）
- 図書館戦争（仕上管理）
- ワールド・デストラクション 〜世界撲滅の六人〜（脚本）

2009年
- 東のエデン（仕上制作）

2010年
- 君に届け（仕上管理）

2011年
- べるぜバブ（2011年 - 2012年、脚本）
- APPLESEED XIII（脚本）

2012年
- 輪廻のラグランジェ（脚本）

2015年
- ローリング☆ガールズ（文芸）

2016年
- Re:ゼロから始める異世界生活（脚本）

2017年
- CHAOS;CHILD（シナリオ監修）
- ゼロから始める魔法の書（脚本）

2018年
- 恋は雨上がりのように（脚本）

2020年
- Re:ゼロから始める異世界生活 2nd season（2020年 - 2021年、脚本）

2021年
- Vivy -Fluorite Eye's Song-（シリーズ構成・原案・脚本）

2024年
- 異世界スーサイド・スクワッド（シリーズ構成・脚本）
- シンカリオン チェンジ ザ ワールド（シリーズ構成）
- Re:ゼロから始める異世界生活 3rd season（脚本）

2025年
- 真・侍伝 YAIBA（脚本）

### 劇場アニメ
2008年
- スカイ・クロラ The Sky Crawlers（仕上進行）
- 宮本武蔵 -双剣に馳せる夢-（仕上制作）

2012年
- ももへの手紙（仕上管理）

2017年
- CHAOS;CHILD SILENT SKY（シナリオ監修）
- 曇天に笑う 外伝（-2018年、シリーズ構成・脚本）

2018年
- PEACE MAKER 鐵（脚本）
- 劇場版ポケットモンスター みんなの物語（構成・脚本）

### OVA
2010年
- ひよ恋（仕上管理）
- Je t'aime（仕上管理）

### Webアニメ
2016年
- スターフォックス ゼロ ザ・バトル・ビギンズ（脚本）

### 実写映画
2020年
- 静かな雨（脚本）

### ゲーム
2014年
- CHAOS;CHILD（メインライター）

### 単行本
2015年
- ローリング☆ガールズ 1（2月 マッグガーデン）
- ローリング☆ガールズ 2（4月 マッグガーデン）
- ローリング☆ガールズ 3（9月 マッグガーデン）

2017年
- Chaos;Child -Children’s Revive-（3月 講談社ラノベ文庫）

2019年
- 小説 わたしは光をにぎっている（11月 WIT STUDIO）

2021年
- Vivy -prototype- 1（5月 WIT NOVEL）
- Vivy -prototype- 2（6月 WIT NOVEL）

### ドラマCD
2021年
- Vivy -Fluorite Eye's Song- オリジナルドラマCD「Happiness」（脚本）
- Vivy -Fluorite Eye's Song- オリジナルドラマCD「Present for You」（脚本）
- Vivy -Fluorite Eye's Song- オリジナルドラマCD「Live It Up」（脚本）